# Sven Sonnenberg
Sven Sonnenberg (Berlijn, 19 januari 1999) is een Duits voetballer die doorgaans speelt als centrale verdediger. In juli 2024 verruilde hij Heracles Almelo voor 1. FC Saarbrücken.

## Clubcarrière
Sonnenberg speelde in de jeugd van Grün-Weiß Großbeeren en kwam via TuS Koblenz in 2014 terecht in de opleiding van 1. FC Köln. Hier speelde hij twintig competitiewedstrijden in het tweede elftal, waarin hij twee doelpunten wist te maken. De verdediger stapte in de zomer van 2019 transfervrij over naar Hansa Rostock. Hier speelde hij twee seizoenen, waarbij de club in het seizoen 2020/21 een tweede plaats bereikte in de 3. Liga, wat promotie naar de 2. Bundesliga betekende.
Sonnenberg ging niet mee naar die competitie, aangezien hij in de zomer van 2021 maakte voor een bedrag van circa honderdduizend euro de overstap maakte naar Heracles Almelo. Bij de Nederlandse club zette hij zijn handtekening onder een verbintenis voor de duur van drie seizoenen, met een optie op een jaar extra. Aan het einde van het seizoen 2021/22 degradeerde Sonnenberg met Heracles naar de Eerste divisie. Het seizoen daarop werd hij met Heracles kampioen en promoveerde naar de Eredivisie. Medio 2024 liep zijn contract af, waarop hij bij 1. FC Saarbrücken terugkeerde naar Duitsland.

## Clubstatistieken
| Seizoen | Club              | Competitie     | Competitie | Competitie | Beker | Beker | Internationaal | Internationaal | Nacompetitie | Nacompetitie | Totaal | Totaal |
| Seizoen | Club              | Competitie     | Wed.       | Dlp.       | Wed.  | Dlp.  | Wed.           | Dlp.           | Wed.         | Dlp.         | Wed.   | Dlp.   |
| ------- | ----------------- | -------------- | ---------- | ---------- | ----- | ----- | -------------- | -------------- | ------------ | ------------ | ------ | ------ |
| 2018/19 | 1. FC Köln II     | Regionalliga   | 20         | 2          | —     | —     | —              | —              | —            | —            | 20     | 2      |
| 2019/20 | Hansa Rostock     | 3. Liga        | 32         | 1          | 0     | 0     | —              | —              | —            | —            | 32     | 1      |
| 2020/21 | Hansa Rostock     | 3. Liga        | 30         | 0          | 1     | 0     | —              | —              | —            | —            | 31     | 0      |
| 2021/22 | Heracles Almelo   | Eredivisie     | 9          | 0          | 1     | 0     | —              | —              | 1            | 0            | 11     | 0      |
| 2022/23 | Heracles Almelo   | Eerste divisie | 33         | 1          | 2     | 0     | —              | —              | —            | —            | 35     | 1      |
| 2023/24 | Heracles Almelo   | Eredivisie     | 25         | 1          | 1     | 0     | —              | —              | —            | —            | 26     | 1      |
| 2024/25 | 1. FC Saarbrücken | 3. Liga        | 0          | 0          | 0     | 0     | —              | —              | —            | —            | 0      | 0      |
| Totaal  | Totaal            | Totaal         | 149        | 5          | 5     | 0     | 0              | 0              | 1            | 0            | 155    | 5      |

Bijgewerkt op 22 juli 2024.

## Erelijst
| Eerste divisie | 1 | 2022/23 |